# Gai Jatra
Gai Jatra (littéralement «festival des vaches», connu également sous le nom de Sā Pāru) est une fête des morts célébrée principalement au Népal en commémoration des personnes décédées pendant l'année précédente,.